# Метопа
Метопа је архитектонски израз за интервал који раздваја два триглифа у фризу дорског  архитектонског стила. У прапочетку је то било празно поље, отвор између греда тавањача. Касније је затварано мермерним плочама. Метопе су често скулптурално декорисане рељефима и барељефима, од којих су најпознатије 92 метопе на фризу Партенона који описују битку између Кентаура и Лапита.

## Рефернце
1. 1 2 3  Несторовић 1952, стр. 499–504.